# Calogero La Piana
Calogero La Piana SDB (ur. 27 stycznia 1952 w Riesi) – włoski duchowny katolicki, arcybiskup Messyny w latach 2007–2015.

## Życiorys
Wstąpił do zakonu salezjanów i w tymże zgromadzeniu złożył profesję wieczystą 12 września 1974. Święcenia kapłańskie otrzymał 8 września 1981. Po studiach doktoranckich z teologii dogmatycznej na Papieskim Uniwersytecie Gregoriańskim został animatorem i wykładowcą Instytutu Teologicznego w Mesynie, zaś w latach 1999–2002 był przełożomym sycylijskiej inspektorii swego zgromadzenia.
15 listopada 2002 papież Jan Paweł II mianował go ordynariuszem diecezji Mazara del Vallo. Sakry biskupiej udzielił mu w Rzymie sam papież.
18 listopada 2006 Benedykt XVI mianował go arcybiskupem Messyny. Ingres odbył się 13 stycznia 2007. 24 września 2015 papież Franciszek przyjął jego rezygnację ze sprawowanego urzędu ze względu na zły stan zdrowia.